# Gobernador Costa
Gobernador Costa è un comune dell'Argentina situato nel dipartimento di Tehuelches, in provincia di Chubut.